# 오인환 (1987년)
오인환(吳仁煥)은 대한민국의 남자 작가다.

## 이력
제주도 서귀포시에서 태어났다.